# Flanellograf

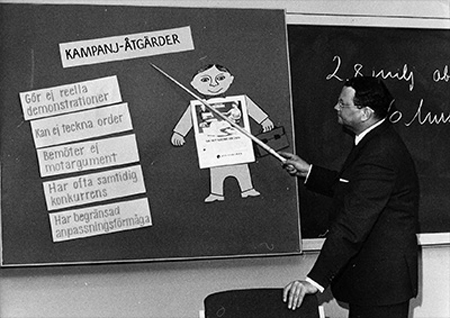
Ulf Hasselberg undervisar med flanellograf på Berghs någon gång på 1960-talet.

En flanellograf är en tavla för att presentera information. Flanellografen består av flanell som spänns över en tavla. Bokstäver, bilder eller figurer kan göras av hård papp vars baksida också är klädd med filt eller sandpapper. Detta gör att figurerna enkelt kan sättas fast och tas bort.
Flanellografen har numera ersatts av magnetiska tavlor, whiteboard, eller av andra tekniska hjälpmedel som interaktiva skrivtavlor eller digitala projektorer kopplad till dator.
Ordet "flanellograf" finns belagt i svenska språket sedan 1964.